# Hermione Corfield
Hermione Isla Conyngham Corfield (sinh ngày 19 tháng 12 năm 1993) là một diễn viên người Anh. Cô cũng xuất hiện trong phim Nhiệm vụ bất khả thi: Quốc gia bí ẩn (2015), Mr. Holmes (2015), Kiêu hãnh và định kiến và zombies (2016), xXx: Phản đòn (2017), Star Wars: Jedi cuối cùng (2017), Rust Creek (2018), và The Misfits (2021).

## Cuộc sống thuở ban đầu
Corfield được sinh ra tại Luân Đôn, con gái của Richard Conyngham Corfield, của gia đình Corfield của Chatwall Hall, hạt Shropshire, và của nhà thiết kế áo Emma Willis.

## Sự nghiệp
Corfield có dự án đầu tiên vào năm 2014. Đến năm 2015, cô xuất hiện trong Mr. Holmes và Nhiệm vụ bất khả thi: Quốc gia bí ẩn bên cạnh Tom Cruise. Cô cũng xuất hiện trong xXx: Phản đòn cùng với Vin Diesel. Cô có một vai nhỏ trong Kiêu hãnh và định kiến và zombies (2016). Tháng 6 năm 2017, có tin cô sẽ tham gia Star Wars: Jedi cuối cùng, sau đó, vai diễn của cô được tiết lộ là Tallie Lintra. Sau đó, cô cũng tham gia vào series The Halcyon của ITV, trong vai Emma Garland, series kéo dài 8 tập.
Cô nhận được những phê bình có cánh của các nhà phê bình khi tham gia phim Rust Creek năm 2018. Năm 2020, cô tham gia vào series We Hunt Together

## Phim

### Điện ảnh
| Năm  | Tiêu đề                                     | Vai diễn                       | Ghi chú                   |
| ---- | ------------------------------------------- | ------------------------------ | ------------------------- |
| 2014 | 50 Kisses                                   | Anna                           | Tập: "Colton's Big Night" |
| 2015 | Mr. Holmes                                  | Matinee 'Ann Kelmot'           |                           |
| 2015 | Nhiệm vụ bất khả thi: Quốc gia bí ẩn        | Record Shop Keeper / IMF agent |                           |
| 2016 | Kiêu hãnh và định kiến và zombies           | Cassandra Featherstone         |                           |
| 2016 | Fallen                                      | Gabrielle "Gabbe" Givens       |                           |
| 2017 | xXx: Phản đòn                               | Ainsley                        |                           |
| 2017 | Huyền thoại vua Arthur: Thanh gươm trong đá | Syren 3                        |                           |
| 2017 | Star Wars: Jedi cuối cùng                   | Tallissan "Tallie" Lintra      |                           |
| 2018 | Bees Make Honey                             | Tatiana                        |                           |
| 2018 | Slaughterhouse Rulez                        | Clemsie Lawrence               |                           |
| 2019 | Rust Creek                                  | Sawyer Scott                   |                           |
| 2019 | Born a King                                 | Princess Mary                  |                           |
| 2019 | Trùng quỷ đại dương                         | Siobhán                        |                           |
| 2021 | The Misfits                                 | Hope Pace                      |                           |
| 2021 | The Road Dance                              | Kirsty Macleod                 |                           |

### Truyền hình
| Năm  | Tiêu đề          | Vai diễn       | Ghi chú     |
| ---- | ---------------- | -------------- | ----------- |
| 2016 | Endeavour        | Cassie Watkins | Tập: "Prey" |
| 2017 | The Halcyon      | Emma Garland   | 8 tập       |
| 2020 | We Hunt Together | Freddy Lane    | Vai chính   |